# Larry Sengstock
Larry Sengstock, né le 4 mars 1960, à Maryborough, en Australie, est un ancien joueur australien de basket-ball. Il évolue durant sa carrière au poste d'ailier.

## Palmarès
- Champion NBL 1979, 1980, 1984, 1986, 1994
- MVP des Finales NBL 1979
- All NBL First Team 1982